# Sergio Cassingena
Sergio Cassingena (Il Cairo, 16 luglio 1951) è un imprenditore e dirigente sportivo italiano.
Insieme ad altri soci è stato il proprietario del L.R. Vicenza dal 2004 al 2016 e presidente dello stesso club dal 2004 al 2012 (anche se intervallati da due brevi periodi di presidenza di Gian Luigi Polato prima e di Danilo Preto poi, a causa di alcuni problemi di salute).

## Biografia
Nato in Egitto nel 1951, i genitori, titolari di una impresa metalmeccanica, a causa della nazionalizzazione voluta da Nasser, furono costretti ad abbandonare il paese africano e a trasferirsi a Vicenza.
Diplomato ragioniere inizia a lavorare come contabile presso una società operante nel settore della distribuzione, e nel contempo frequenta l'università dove si laurea in Economia e Commercio presso l'Università Ca' Foscari di Venezia. Nel frattempo l'impresa in cui è occupato si espande, così come le sue mansioni e le sue cariche, venendo nominato amministratore delegato.

### Attività imprenditoriale
Nel 1977 si trasferisce alla SISA, Società Italiana Supermercati Associati, nata nel 1975. Nel 1984 viene nominato Presidente della società, carica che ricopre fino al 2014. Negli anni in cui è Presidente, SISA diventa uno dei maggiori riferimenti per la GDO nazionale.
Il 1º giugno 2005 viene nominato Cavaliere del Lavoro dal Presidente Ciampi.

### L'acquisto del Vicenza Calcio
Nel 2004 costituisce, insieme ad altri imprenditori che gravitano attorno ai supermercati SISA la Finalfa srl e acquisisce dalla società inglese ENIC Plc, il pacchetto azionario del L.R. Vicenza, di cui diviene primo azionista ed assumendo, in quel frangente, anche la carica di presidente del club. Il ritorno della società in mano vicentina è accolto con grande entusiasmo dai sostenitori. L'accordo tra ENIC, Cassingena e soci prevede il versamento di 1,5 milioni di euro alla firma e poi cinque rate annuali da un milione, più l'assunzione dei debiti, (all'epoca quantificati in circa 4 milioni) per un totale di oltre dieci milioni, un valore che in molti definirono fuori mercato, e che condiziona non poco gli anni seguenti all'acquisto.
Già la prima stagione vede il Vicenza retrocedere in Lega Pro perdendo i playout contro la Triestina. Grazie però alla radiazione del Perugia e alla retrocessione a tavolino del Genoa per illecito, il Vicenza viene riammesso in serie B, ed ottiene negli anni a seguire una serie di salvezze più o meno sofferte.
Il 4 dicembre 2007, a causa di problemi di salute Cassingena rassegna le sue dimissioni da presidente del L.R. Vicenza, rimanendo comunque all'interno del CdA.
Il 24 luglio 2008 riprende il timone della presidenza della squadra gestendo la società fino al 27 ottobre 2010 quando cede nuovamente il ruolo ad un suo braccio destro, Danilo Preto e ritornando alla massima carica nel 2011, con lo scopo di definire meglio la cessione della società, ventilata da tempo ma mai andata in porto.
Il punto più basso la gestione Cassingena lo tocca nella stagione 2011/2012 e successiva, quando il Vicenza retrocede nuovamente in Lega Pro per due volte. Dopo una dura contestazione dei tifosi per gli scarsi risultati della squadra, Cassingena lascia definitivamente la presidenza e il CdA del Vicenza Calcio rimanendo comunque primo azionista del club berico.  
La prima retrocessione sul campo viene nuovamente vanificata per la contemporanea retrocessione per illecito sportivo del Lecce. La seconda porta i biancorossi a tutti gli effetti in Lega Pro con una penalizzazione di -4 punti a causa di ritardi nel pagamento di emolumenti ai propri tesserati, sanati successivamente con un oneroso intervento della proprietà. Dopo aver chiuso il campionato al quinto posto e aver perso ai rigori il primo turno dei playoff contro il Savona, ad offrire l'ennesimo salvagente, il 29 agosto 2014, arriva il ripescaggio in Serie B, stavolta per il fallimento del Siena.
L'anno successivo, a sorpresa, le scelte tecniche condotte dalla società (esonero dopo 9 giornate dell'allenatore Giovanni Lopez a vantaggio di mister Pasquale Marino e l'acquisto di calciatori di indubbie qualità), portano il Club Biancorosso al terzo posto finale in classifica e conseguente partecipazione ai playoff, ma in semifinale contro il Pescara si infrange il sogno Serie A.
La grave situazione del club (15 milioni di debiti) costringe Sergio Cassingena a chiedere aiuto ad un gruppo di imprenditori vicentini, che il 14 aprile 2015 sfocia nella costituzione della Finanziaria Vi.Fin. Spa, che acquista l'1% del club firmando una call-option ed assumendo la gestione immediata del club. Il 30 maggio 2016 avviene il passaggio definitivo del restante 99% delle quote del Vicenza Calcio Spa da Finalfa a Vi.Fin.  . 